# Ernst Mäulen
Ernst Otto Paul Mäulen (* 17. Januar 1878 in Cannstatt; † 27. Oktober 1948 in Stuttgart) war ein württembergischer Oberamtmann und Landrat.

## Leben
Mäulen wurde als Sohn eines Oberrealschulprofessors geboren. Nach dem Studium der Rechtswissenschaft an der Universität Tübingen und der Ablegung der höheren Verwaltungsdienstprüfung 1899 sowie der höheren Justizdienstprüfung 1901 trat er 1902 in die württembergische Innenverwaltung ein. Er wurde 1919 zum Oberamtmann des Oberamts Cannstatt ernannt, trat das Amt jedoch nicht an. Von April bis November 1920 wirkte er als stellvertretender Berichterstatter bei der Zentralstelle für Landwirtschaft und von 1920 bis 1923 als Berichterstatter bei der Zentralstelle für Handel und Gewerbe. Von 1923 bis 1928 war er Oberamtmann des Oberamts Geislingen. Dieses Amt hatte er von 1928 bis 1933 auch im Oberamt Waiblingen inne. Von 1933 bis 1938 war er erster Landrat des Landkreises Esslingen. 1938 reichte er als 60-Jähriger mit Pensionsanspruch seinen Rücktritt ein.
Mäulen war laut dem Historiker Hans Schultheiß der „Prototyp eines in der Kaiserzeit geprägten Berufsbeamten: Ein Antikommunist, der der Weimarer Republik eher distanziert gegenüberstand und innerlich immer noch ein Anhänger der 1918 untergegangenen Monarchie war.“ Bei der Machtübernahme der Nationalsozialisten im Oberamt Waiblingen leistete Mäulen passiven Widerstand.